# 성수전대 긴가맨 vs. 메가레인저
《성수전대 긴가맨 vs. 메가레인저》(星獣戦隊ギンガマンVSメガレンジャー)는 1999년 3월 12일에 발매된 오리지널 비디오 작품이다. 《성수전대 긴가맨》의 오리지널 비디오 작품이며, 슈퍼 전대 vs. 시리즈의 하나이다.

## 개요
《성수전대 긴가맨》과 《전자전대 메가레인저》의 크로스 오버 작품인 슈퍼 전대 V시네마 제4탄. 본 작품보다 "슈퍼 전대 OV시리즈"에서 "슈퍼 전대 V시네마"라는 명칭으로 바뀌면서 재킷에는 "슈퍼 전대 V CINEMA"로고가 기재되어 있다.
《메가레인저》 본편 마지막 회에서 고등 학교를 졸업한 켄타들이 각자의 길을 걷고 있는 모습이 그려지고 있다. 또 《긴가맨》 측도 본편 종료 후 설정되어 있으며 료우마들은 긴가 숲에서 평온한 생활을 보내고 있다. 다만 실제의 촬영은 가을에 행해지고 있어[, 짐승 격봉의 강화와 같은 《긴가맨》 막판 설정의 일부는 반영되지 않았다.
CG에 의한 자켓 일러스트를 담당한 시노하라 타모츠는 성수를 그리겠다는 희망했지만, 마수 겔마 딕스를 중심으로 하도록 발주를 받아 수의 모티브가 중복되기 때문에 단념했다. 그러나 그 후의 DVD화에 있어서 자켓의 쇄신을 하고 《고고파이브 VS 긴가맨》에서 사용한 성수의 화상 데이터를 재활용하고 소원을 풀었다. DVD자켓에서는 메가 레드가 무방비인 것에 대해서 긴가 레드는 성수 검을 허리부터 숙이고 있다. 시노하라는 몸에 착 달라붙는 타이츠 차림의 영웅의 허리에 멋없는 홀스 타로가 떨어지는 것을 싫어하고, 일러스트에서는 생략하고 있었다. 그러나 긴가인들에 게 성수 칼은 필수적인 존재임을 투영에 펴면, 그것에 동의. 긴가 사원을 예외로 하기로 했다. 이는 《고고 파이브 VS 긴가맨》 서도 마찬가지이다.

## 출연진
- 료마 / 긴가 레드 (음성) : 마에하라 카즈키
- 하야테 / 긴가 그린 (음성) : 스에요시 코지
- 고우키 / 긴가 블루 (음성) : 쇼에이
- 히카루 / 긴가 옐로 (음성) : 다카하시 노부아키
- 사야 / 긴가 핑크 (음성) : 미야자와 쥬리
- 휴우가 / 흑기사 (음성) : 오가와 테루아키
- 타테 켄타 / 메가 레드 (음성) : 오오시바 쿠니히코 (현.오오시바 하야토)
- 엔도 코이치로 / 메가 블랙 (음성) : 에하라 아츠시
- 나미키 슌 / 메가 블루 (음성) : 마츠카제 마사야
- 죠가사키 치사토 / 메가 옐로 (음성) : 타나카 에리
- 이마무라 미쿠 / 메카 핑크 (음성) : 히가시야마 마미
- 아오야마 유타 : 하야카와 쇼고

### 주조연
- 지혜의 나무 모크 (음성) : 나야 로쿠로
- 요정 보크 (음성) : 미유키 사나에
- 그레고리 함장 (음성) : 카토 세이조
- 선장 제이 하브 (음성) : 시바타 히데카츠
- 조타사 쉐린다 : 미즈타니 케이
- 총두 산밧슈 (음성) : 히야마 노부유키
- 검장 부드 (음성) : 하야시 카즈오
- 요제 이리에스 (음성) : 타카시마 가라
- 파왕 바트바스 (음성) : 와타베 타케시
- 히즈미나 : 죠 아사미
- 사이세에엔코오몬, 사이세에카이료쿠보오 (음성) : 시노 카즈미
- 해설 (음성) : 와카모토 노리오

### 참조주
1. ↑  VS초기록, 63쪽.
2. 1 2  VS초기록, 108쪽.

## 참고 문헌
- 《슈퍼 전대 VS 시리즈 초기록 파일》 카도카와 서점, 2001년 9월 25일.ISBN 4-04-853385-1.
- 《도에이 슈퍼 전대 시리즈 35작품 기념 공식 도록 백화 료오란[시모노권]전대 유령 디자인 대감 1995-2012》 글라이드 미디어, 2012년 10월 16일.ISBN 978-4-8130-2180-3.